# Elaeognatha melanosticta
Elaeognatha melanosticta är en fjärilsart som beskrevs av Druce 1910. Elaeognatha melanosticta ingår i släktet Elaeognatha och familjen trågspinnare. Inga underarter finns listade i Catalogue of Life.